# William of St Edmunds
William of St Edmunds (auch William de Sancto Edmundo) († nach 15. Juli 1245) war ein englischer Richter.
Über William of St Edmuns ist nur wenig bekannt. Er besaß Grundbesitz bei Sherington in Buckinghamshire. Er wurde von dem Richter Stephen of Seagrave gefördert, der 1232 zum Justiciar aufstieg. Ab Herbst 1232 war William als Richter am Common Bench sowie auf Gerichtsreisen tätig. Während der Gerichtsreisen von 1234 bis 1236 arbeitete er eng mit dem Richter Adam Fitz William zusammen. Bis Frühjahr 1237 war er wieder am Common Bench tätig. Aus der Zeit von 1238 bis 1240 ist nur wenig über ihn bekannt, außer dass er 1239 zusammen mit Master Alexander le Seculer als Gesandter von König Heinrich III. zur Kurie nach Rom gereist war. Ab Sommer 1240 diente er als Richter an Assize Courts. Spätestens vom 23. Januar 1241 bis etwa Mai 1245 diente er als Richter für die jüdische Bevölkerung in England. Am 10. März 1241 wurde er mit Jeremy of Caxton und anderen beauftragt, von der jüdischen Bevölkerung eine Steuer in Höhe von 20.000 Mark zu erheben. 1243 arbeitete er erneut mit Craxton zusammen, um von der jüdischen Bevölkerung Abgaben zu erheben. Als im Frühjahr 1245 die Richter Henry of Bath und Roger of Thirkleby Gerichtsreisen unternahmen und deshalb ein Mangel an Richtern am Common Bench bestand, wurde William wieder zum Richter an dem Gerichtshof ernannt. Bis Sommer 1245 diente er noch am Common Bench. Danach wird er nicht mehr erwähnt, so dass er vermutlich gestorben war.